# Chemax
Chemax é um município do estado do Iucatã, no México. Conta com uma extensão territorial de 1098,6 km². A população do município calculada no censo 2005 era de 30.023 habitantes.